# 彼得·帝摩斯
彼得·帝摩斯（英語：Pieter Timmers，1988年1月21日—）為比利時游泳運動員，擅長項目為短距離自由式。他目前保有9項比利時紀錄，和7個全國冠軍在長道和短道自由式(50、100和200公尺)。帝摩斯為Brabo Antwerp的運動員，接受個人教練Ronald Gaastra的訓練。

## 外部連結
- 官方网站 （荷兰文）
- NBC Olympics Profile Archive.today的存檔，存档日期2013-06-29
- 彼得·帝摩斯的X（前Twitter）
- Pieter Timmers的Facebook專頁
- Pieter Timmers的Instagram帳戶